# منكس ريسبرو (باكينجهامشير)
منكس ريسبرو (بالإنجليزية: Monks Risborough)‏ هي قرية تقع في المملكة المتحدة في باكينجهامشير.

## معرض صور

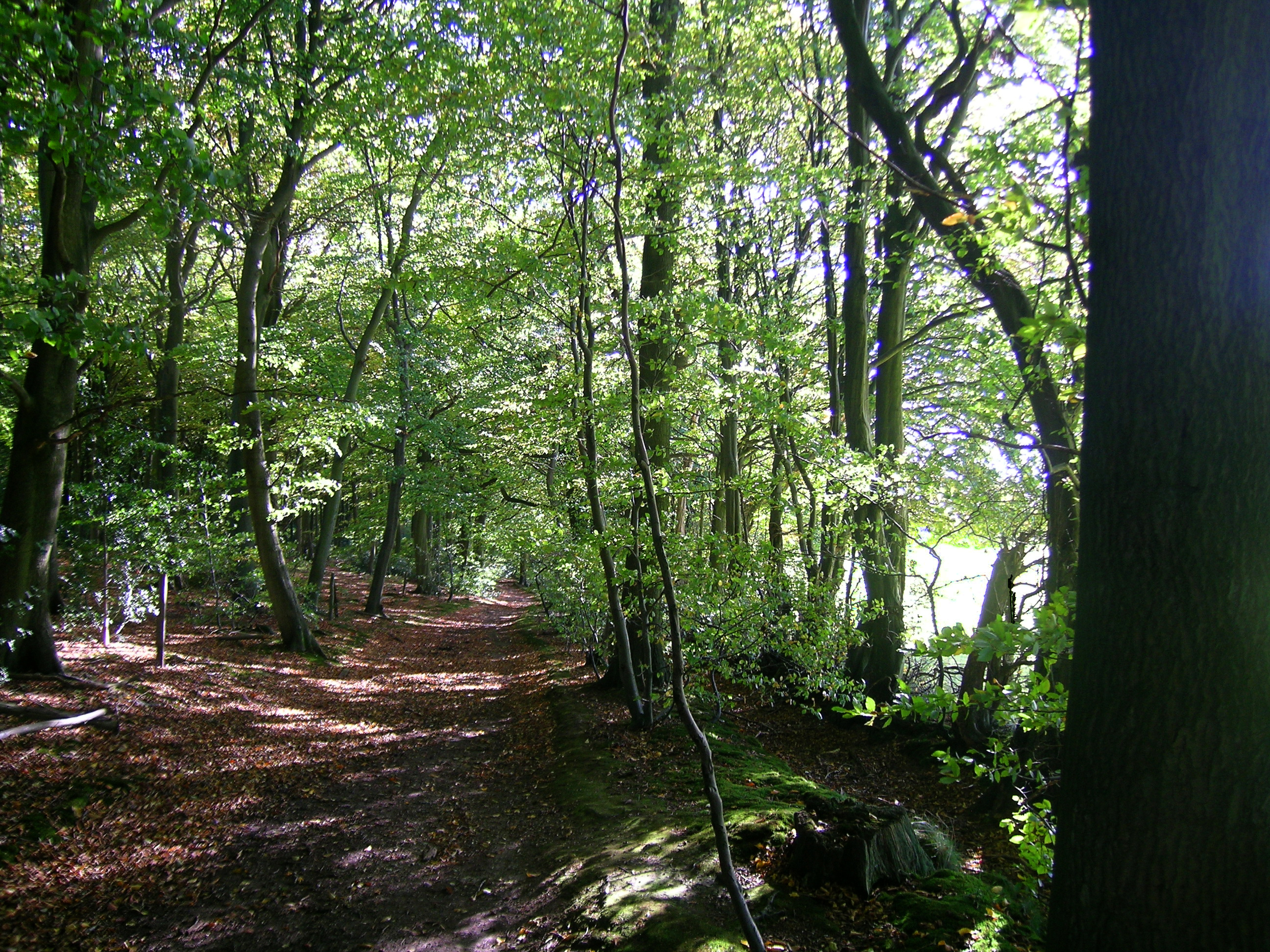
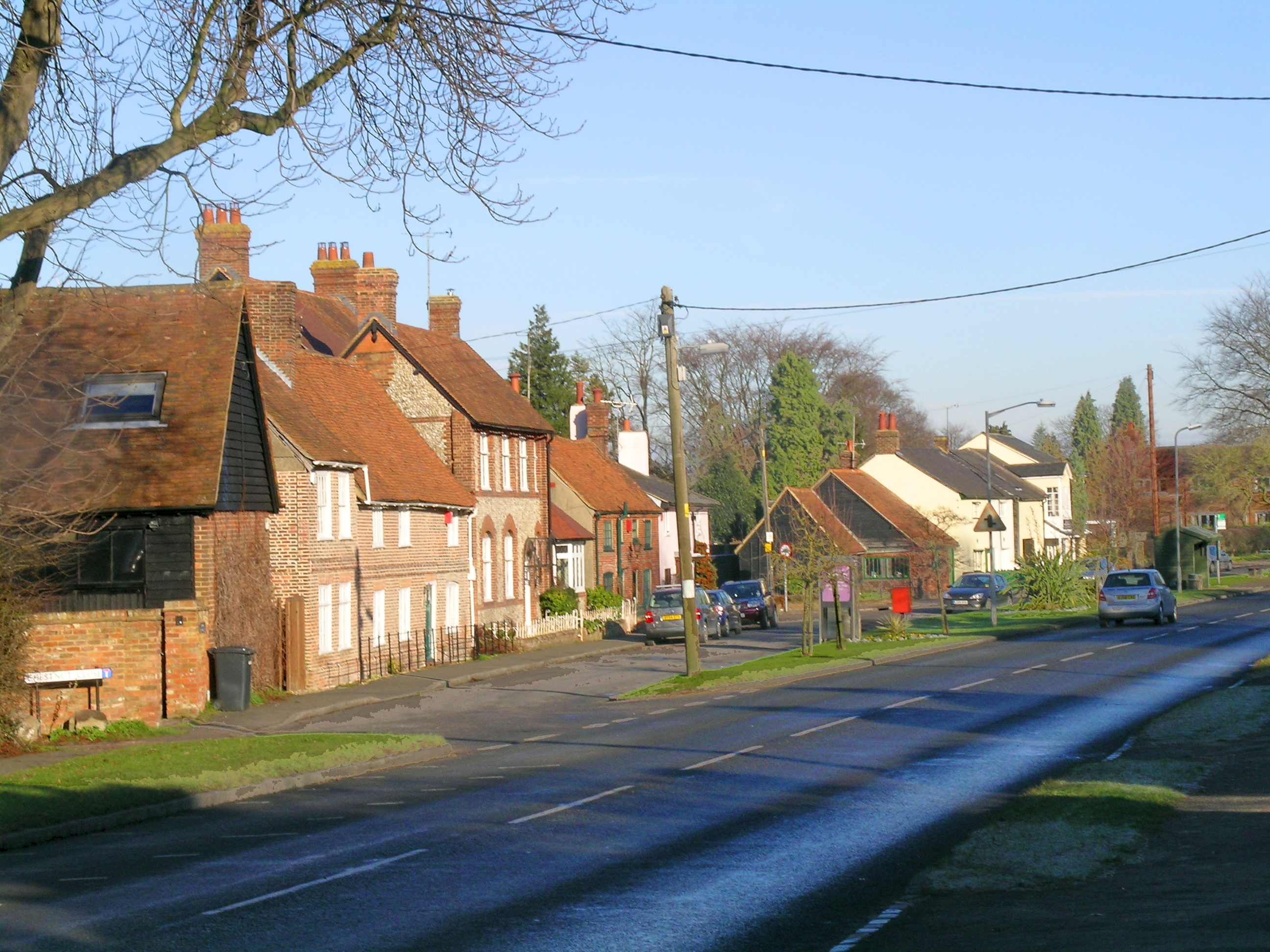
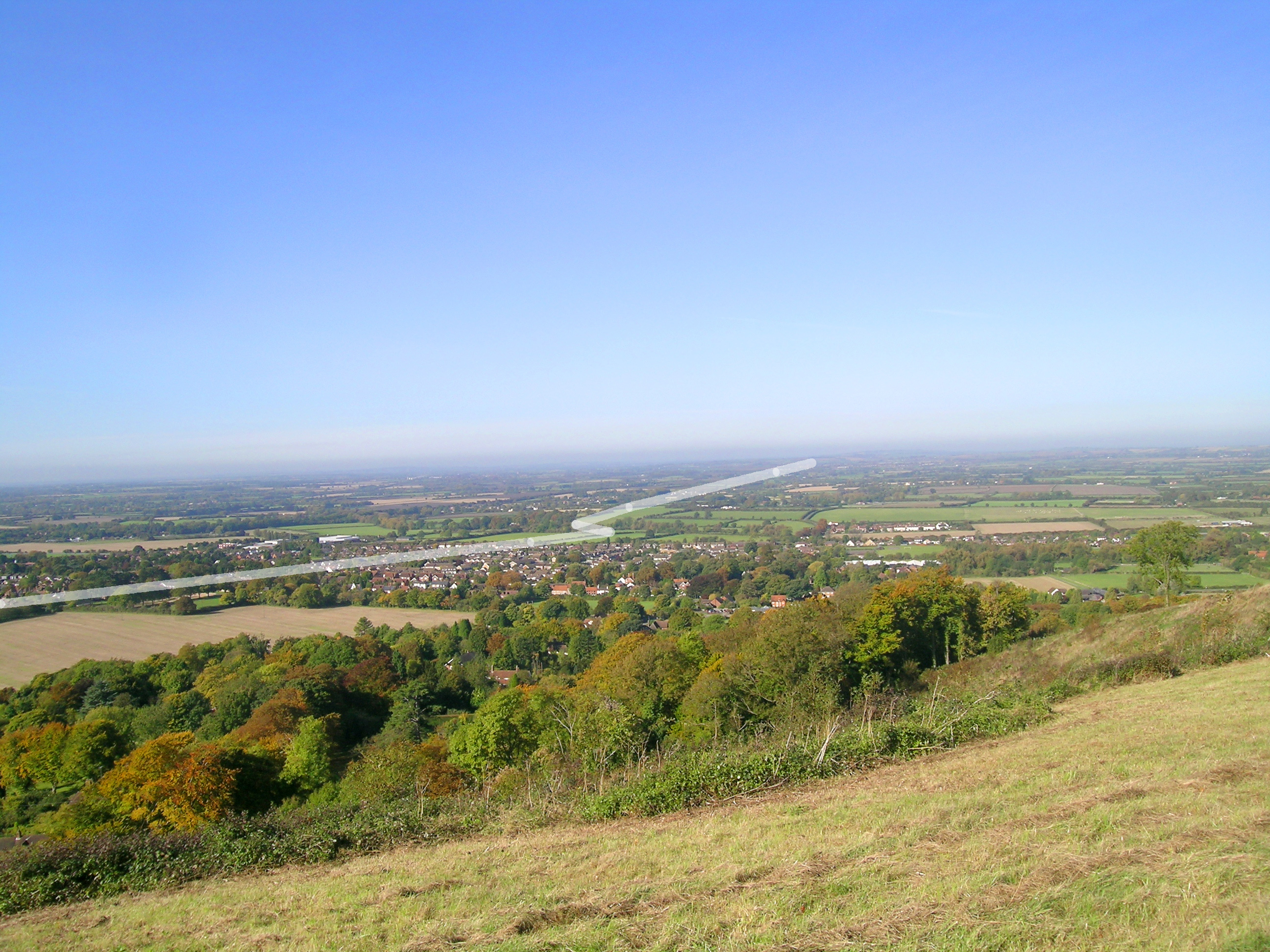